# NGC 3565
NGC 3565 (NGC 3566) é uma galáxia elíptica (E/SB0) localizada na direcção da constelação de Crater. Possui uma declinação de -20° 01' 18" e uma ascensão recta de 11 horas, 07 minutos e 47,6 segundos.
A galáxia NGC 3565 foi descoberta em 1886 por Ormond Stone.